# Indigotina
L'indigotina, o sale sodico dell'acido 5,5'-indigodisolfonico, è un indicatore del pH con formula chimica C16H8N2Na2O8S2. Essa è approvata per l'uso come colorante alimentare negli Stati Uniti ed in Europa con il numero E132 nella codifica europea degli additivi alimentari.